# 高中原創畢業歌合輯
高中原創畢業歌合輯是擎天娛樂收錄來自台灣各地高中高職的畢業歌精選。2012年推出首張專輯《風箏》，後續在每年畢業季時，推出以該年度專輯合唱曲為名的同名專輯。

## 緣起：《風箏》
《高中原創畢業歌合輯》的起源是擎天娛樂負責人劉虞瑞在網路上見到許多高中生各自上傳他們的畢業歌MV，便產生動機推出一張收錄台灣各地高中生原創畢業歌的合輯。劉虞瑞說：「他們讓我想起了年輕的時候。」。經初步洽談後，預計收錄15所學校的畢業歌曲。而15所學校的畢業歌製作同學在因此認識一個月後，便協作創作出《風箏》一曲，作為該專輯的主題曲。
專輯收錄的畢業歌MV取景大都來自於台灣各地充滿青澀青春回憶的校園角落抑或是火車站等地方。詞曲則主要取材自一些校園生活中共同的記憶，創作同學表示「歌曲最大的意義是大家同心協力。」每年專輯中的年度專輯合唱曲，於YouTube上都有累計破百萬的點閱率。

## 里程碑

### 2012年
收錄在合輯《風箏》中的同名合唱歌曲《風箏》曾於2017台北世界大學運動會開幕式以主題音樂的形式播放，由台北市立交響樂團於運動員進場時演奏。
中華民國交通部觀光局也邀請部分參與《風箏》的同學拍攝「跟我去旅行」MV來行銷台灣的觀光景點，例如：澎湖、日月潭、北海岸、大鵬灣。也有高中老師以「為人生譜出最美的樂章」稱許這群正值舞象之年、花樣年華青少年的創意與築夢的勇氣。
這群高中生們在YouTube上成立名為「王風箏」的頻道，收錄每年許多台灣高中生的畢業歌。而他們之中的其中四人，分別為：林正、鄭宇伶、劉佳銘、蘭馨，後來另組成了一個學生歌手團體—四個朋友。

### 2016年
2016年由高雄市私立道明中學創作的《夢想藍圖》一曲奪得《啟程》冠軍，是繼《風箏》後帶起的第二波畢業歌風潮。

### 2017年
2017年主辦方為候選進入合輯的原創畢業歌舉辦了將近一個月的線上票選和發表會。部分新聞媒體則藉由直播原創畢業歌的發表會來參與高中原創畢業歌合輯的宣傳活動，林柏昇、寶兒、吳宗憲、黃明志、謝和弦等人也一同共襄盛舉與莘莘學子同樂。學生們透過彼此分工合作包辦了作曲、填詞、MV拍攝和後製。
2017年的畢業歌中，桃園市私立振聲高級中學同學創作的畢業歌曲《初衷》融合了台灣原住民的傳統天籟；國立新竹高級中學則以freestyle rap的方式來詮釋他們創作的畢業歌。最終網路票選結果揭曉，高雄市立高雄女子高級中學以《往遠方去吧》獲得冠軍，台北市立成功高級中學《伴途不廢》及高雄市私立道明高級中學《在你身旁》則分居亞軍、季軍。吳宗憲在發表會尾聲演唱其經典歌曲《笨小孩》和《有夢你會紅》，藉此期勉所有畢業生勇敢追逐夢想，不畏懼困難險阻地去打拼，他說：「人生掌握在自己手裡，只要努力未來就是你們的。」

### 2021年
受新冠疫情影響，2021年《高中原創畢業歌合輯》報名學校數共39所創新低，學校代表經過交叉投票後，共入選15所學校，聯合創作發表了《弦月》。

### 2022年
2012年起發行的《風箏》截至2022年剛好滿10年，原班人馬10年後重聚，重新演繹這首經典畢業歌，並在2022年7月13日公開復刻版MV。

## 歷屆專輯與歌曲
- 2012年—《風箏》
- 2013年—《拼圖》
- 2014年—《起飛》
- 2015年—《破浪》
- 2016年—《啟程》
- 2017年—《星火》
- 2018年—《路》
- 2019年—《飛鳥》
- 2020年—《萊特Light》
- 2021年—《弦月》
- 2022年—《拓》、《風箏（十年復刻版）》
- 2023年—《See Ü》
- 2024年—《晴天雨》
- 2025年—《慢行人》

## 備註
1. ↑  該專輯除了收錄各高中的自創畢業歌外，也會集結各高中的同學身穿母校的制服，再一起合唱出一首原創合唱曲；然而於2020至2022年，因新冠疫情影響，2020年的《萊特Light》及2022年的《拓》沒有合唱環節，2021年的《弦月》則以個別畫面呈現合唱，並在MV中戴上口罩，唱出疫情時代下的溫暖與希望。
2. ↑  參與首張高中原創畢業歌合輯《風箏》的15所學校分別為：
國立鳳新高級中學、國立台南女子高級中學、國立嘉義女子高級中學、國立屏東女子高級中學、國立台南第一高級中學、台北市立建國高級中學、台北市立第一女子高級中學、國立嘉義高級中學、台北市立松山高級中學、台北市立中山女子高級中學、國立竹東高級中學、台中市立台中第一高級中等學校、台北市立南湖高級中學、國立新竹高級中學、國立花蓮女子高級中學

## 來源
1. 1 2  . Blow 吹音樂. 2017-08-17  [2022-05-04]. （原始内容存档于2022-07-26）.
2. ↑  . 銀河網路電台. 2018-05-03  [2018-05-03]. （原始内容存档于2018-05-04） （中文）. 從2012年由全台15所高中畢業生聯合創作『風箏』開始的"高中原創畢業歌合輯"，已經堂堂邁入第六個年頭。之後陸續發表的聯合創作『拼圖』、『起飛』、『破浪』、『啟程』，每年均被數百所全國國中小學選為畢業歌，在YouTube也紛紛創造超過百萬次以上的點擊數，原創畢業歌已然在各級校園中蔚為主流風潮。
3. 1 2  . ETtoday新聞雲. 2018-04-14  [2018-05-03]. （原始内容存档于2018-05-04） （中文）. 2012年由15所高中畢業生聯合創作《風箏》開始的「高中原創畢業歌合輯」，已邁入第七個年頭，之後發表的聯合創作《拼圖》、《起飛》、《破浪》、《啟程》、《星火》、《路》廣為傳唱。
4. ↑  . 台灣爽報. 2015-08-22  [2018-05-03]. （原始内容存档于2018-05-04） （中文）.
5. ↑  . 壹電視新聞台. 2012-09-10  [2018-05-05]. （原始内容存档于2018-05-05） （中文）.
6. ↑  馮紹恩. . 台灣醒報 Awakening News Networks. 2015-02-26  [2018-05-05]. （原始内容存档于2015-04-30） （中文）.
7. ↑  辛幼安. . 大紀元 www.epochtimes.com. 2015-02-27  [2018-05-02]. （原始内容存档于2018-05-03） （中文）.
8. ↑  任羿馨. . 蘋果日報. 2015-08-22  [2018-05-02]. （原始内容存档于2018-05-05） （中文）.
9. ↑  風箏MV五天點閱破十七萬 林宥嘉、張芸京率先分享 的存檔，存档日期2018-05-03.
10. 1 2  王義仲 宋佾璋. . 華視新聞. 2016-08-21  [2018-05-03]. （原始内容存档于2018-05-04） （中文）. 從2012年開始，由全台15所高中畢業生聯合創作畢業歌合輯，已經堂堂邁入第五個年頭，之前發表過的歌曲，每年都被數百所全國國中小學選為畢業歌，在YouTube也紛紛創造超過百萬次以上的點擊數，今年也不例外，2016高中原創畢業歌合輯出爐，同樣引起熱烈迴響。高中生青澀的臉龐，唱著畢業歌合輯，取景大多選在充滿回憶的公園街角或是火車上。
11. ↑  鄭尹翔 莊沛文 報導. . TVBS. 2016-08-21  [2018-05-03]. （原始内容存档于2018-05-05） （中文）. 青春洋溢，活潑又有熱情，台上站著的是來自全台32所高中的應屆畢業生唱的歌曲啟程，從詞曲創作，還有播放的mv通通一手包辦。創作團隊：「我們是直接用視訊會議，就是各區北中南這樣，就是寫一些校園，生活裡有的東西。」創作團隊：「詞曲的話也是大家一起的回憶，最大的意義是大家同心協力。」
12. ↑  王怡翔. . setn.com. 2017-08-19  [2018-05-03]. （原始内容存档于2018-05-05） （中文）. 《風箏》是2012年當時由15所高中畢業生共同創作合唱，收錄在「2012高中原創畢業歌合輯」專輯中，旋律青春高亢，YouTube歌曲MV點閱破千萬，也成為2012年後年輕世代的畢業名曲。
13. ↑  . YouTube. 2017-08-19  [2018-05-05]. （原始内容存档于2018-05-05）. 1:28:25 - 1:30:40
14. ↑  記者陳致宇. . Yahoo奇摩新聞.   [2018-05-03]. （原始内容存档于2018-05-04） （中文）.
15. ↑  朱晉杰. . udn部落格. 2012-11-09  [2018-05-03]. （原始内容存档于2018-05-04） （中文）.
16. ↑  .   [2018-05-02]. （原始内容存档于2020-11-06）.
17. 1 2  徐恩樂. . ETtoday新聞雲. 2017-08-19  [2018-05-05]. （原始内容存档于2017-10-04） （中文）.

## 外部連結
- YouTube上的王風箏頻道
- 全台高中生畢業合輯 （页面存档备份，存于） （KKBOX）
- 高中原創畢業歌合輯 （页面存档备份，存于）（魔鏡歌詞）
- . YouTube. 王風箏. 2018-04-12  [2018-05-03].
- CYH Studio. . YouTube. 2018-04-12  [2018-05-05].